# Александер Баумгартен
Александер Готлиб Баумгартен (Берлин, 17. јул 1714 — Франкфурт на Одри, 26. мај 1762) је био немачки филозоф, наследник Кристијана Волфа и Лајбница.
Увео је појам „естетика“, којим је обележио теорију о чулном познању која ствара лепоту и које се изражава у сликама за разлику од логике као науке о разумском познавању. Помогао да се естетика развије као самостална филозофска дисциплина. 